# Mân Nam (vùng)
Mân Nam, Nam Phúc Kiến, hoặc tam giác vàng Mân Nam (giản thể: 闽南金三角; phồn thể: 閩南金三角; bính âm: Mǐnnán jīnsānjiǎo; Bạch thoại tự: Bân-lâm kim-saⁿ-kak) đề cập đến khu vực ven biển ở phía nam Phúc Kiến, Trung Quốc, bao gồm địa cấp thị của Hạ Môn, Tuyền Châu và Chương Châu. Khu vực này chiếm 40% GDP của tỉnh Phúc Kiến. t là quê hương bản địa của người Phúc Kiến nói tiếng Phúc Kiến hoặc tiếng tiếng Mân Nam.
Học giả G. William Skinner người Mỹ đã sử dụng thuật ngữ phân khu Chương-Tuyền (漳泉分區) để chỉ đến vùng Mân Nam trong khái niệm "khu vực vĩ mô về địa lý Trung Quốc".